# 波利西亞
波利西亞（烏克蘭語：Полісся，意為「沼澤森林」），是位於東歐平原的西部、北烏克蘭和南白俄羅斯之間的一個歷史地區，主要都市有平斯克和布列斯特等。波利西亞是斯拉夫人的發祥地，自古以來就保留了眾多東斯拉夫人的文化和傳統。19世紀之後，該地成為東歐人類学者的麥加。20世紀末，該地區受到切爾諾貝利核電站事故的嚴重影響，白俄羅斯在此設有波列西耶國家放射性生態保護區（Палескі дзяржаўны радыяцыйна-экалагічны запаведнік）。

## 歷史
- 3世紀：斯拉夫文化圈和波羅的文化圈分裂。普利皮亞季河以北是波羅的人、普利皮亞季河以南是斯拉夫人文化圈。
- 10世紀：波利西亞成為基輔羅斯的領土。
- 14世紀‐16世紀：「波利西亞」這一名稱首次登場。
- 17世紀：波利西亞成為波蘭-立陶宛共和國的領土。
- 18世紀：波蘭-立陶宛共和國被瓜分，成為俄羅斯帝國的領土。
- 1918年：俄羅斯帝國崩潰后，波利西亞成為烏克蘭國的領土。
- 1920年：兩國被俄羅斯滅亡，烏克蘭蘇維埃社會主義共和國和白俄羅斯蘇維埃社會主義共和國瓜分波利西亞。
- 1986年4月26日：發生切爾諾貝利核電站事故，波利西亞大片土地受到放射性物質污染。
- 1988年7月18日：設立波列西耶國家放射性生態保護區。
- 1991年：蘇聯解體，烏克蘭和白俄羅斯獨立。波利西亞仍被兩國統治。